# Gnophos vastaria
Gnophos vastaria là một loài bướm đêm trong họ Geometridae.